# Tscherweno sname Sofia
DSO Tscherweno sname Sofia (bulgarisch Доброволна спортна организация Червено знаме, kurz ДСО Червено знаме, deutsch Freiwillige Sportorganisation Rote Fahne) war ein bulgarischer Sportverein aus Sofia, dessen Eishockeyabteilung zwischen 1951 und 1963 neunmal Bulgarischer Meister wurde. 1963 wurde der Verein in den Armeesportverein ZSKA Sofia eingegliedert.

## Geschichte
Der Verein entstand 1949 aus der Fusion von Sredez Sofia (1942 gegründet) und Sportist Sofia (1939 gegründet). Der Name stammt von Sofias Stadtteil Tscherweno sname ab. 1951 gewann die Eishockey-Herrenmannschaft den ersten Bulgarischen Meistertitel der Vereinsgeschichte. In den folgenden Jahren dominierte der Verein die bulgarische Eishockeyliga und gewann bis 1963 acht weitere Landesmeistertitel.
1963 wurde der Verein in den Armeesportverein ZSKA Sofia eingegliedert, der sich anschließend für einige Jahre ZSKA Tscherweno sname Sofia nannte.

## Erfolge
- Bulgarischer Meister (9): 1951, 1952, 1956, 1958–1963
- Bulgarischer Vizemeister (2): 1953, 1944